# Carlo Boiardi
Carlo Boiardi (Chiavenna Rocchetta, 14 luglio 1899 – Massa, 24 febbraio 1970) è stato un vescovo cattolico italiano.

## Biografia
Carlo Maria Boiardi nacque il 14 luglio 1899 a Chiavenna Rocchetta, borgo del comune di Lugagnano Val d'Arda in provincia e diocesi di Piacenza da una famiglia di contadini.

### Formazione e ministero sacerdotale
Compiuti gli studi presso il Collegio Alberoni, il 7 marzo 1925 fu ordinato sacerdote, e il 25 novembre 1926 si laureò in teologia magna cum laude, discutendo una tesi dal titolo "Il primato del romano pontefice nella dottrina del Bellarmino. Contributo alla storia della dottrina del primato".
Prestò inizialmente il suo servizio nella cattedrale piacentina; sin da subito ebbe modo di rivelare alcune delle sue doti intellettuali, come la profondità di pensiero e la chiarezza di linguaggio, iniziando la carriera di insegnante, prima nella scuola media e poi come docente di "storia ecclesiastica" nel seminario di Piacenza, dove egli stesso si era formato.
Nel 1944 fu nominato parroco di Borgotaro.

### Ministero episcopale
Subito dopo la guerra, il 27 gennaio 1946, fu consacrato vescovo proprio a Borgotaro e meno di un mese dopo, il 24 febbraio, fece il suo ingresso nella diocesi di Apuania.
Il suo servizio episcopale iniziò subito dopo la guerra; in questo tempo fu particolarmente impegnato a sostenere i parroci e le comunità nel difficile compito della ricostruzione. Fu attento all'evoluzione economica, sociale e demografica; in questo periodo coordinò e promosse la costruzione di numerosi nuovi edifici di culto sul territorio della diocesi per provvedere alle necessità della popolazione e dei nuovi agglomerati abitativi.
Non è tuttavia possibile identificare la sua azione pastorale con l’impegno organizzativo in quanto dedicò le sue energie principalmente all’evangelizzazione e al rafforzamento della spiritualità e della fede. Più volte visitò le parrocchie della diocesi nonostante le difficoltà per raggiungere la Lunigiana e la Garfagnana.
Nel 1957 indisse il Congresso eucaristico al quale partecipò il cardinale Gregorio Pietro Agagianian che si concluse con una grande celebrazione nella piazza centrale di Massa, Piazza Aranci, domenica 2 giugno. Convocò il Congresso catechistico e altri convegni in particolare per far conoscere i risultati del Concilio Vaticano II. Per rafforzare la devozione mariana promosse la Peregrinatio Mariae e indisse anno mariano.
Consapevole che uno dei punti più delicati della pastorale riguardava il rapporto con i lavoratori promosse le ACLI. Per i cavatori, che nel territorio apuano rappresentavano una particolarissima categoria di lavoratori, consapevole delle difficoltà di raggiungerli con il messaggio evangelico, introdusse e promosse la devozione alla "Madonna del Cavatore". Proprio ai cavatori si rivolgeva il suo ultimo messaggio scritto poco prima della sua morte e riferito al tema della sicurezza sul lavoro; tema tanto grave nelle cave, spesso bagnate dal sangue dei cavatori.
Per un malore improvviso morì nel 1970, il 24 febbraio, lo stesso giorno nel quale, ventiquattro anni prima, aveva fatto il suo ingresso in diocesi.

## Genealogia episcopale
La genealogia episcopale è:
- Cardinale Scipione Rebiba
- Cardinale Giulio Antonio Santori
- Cardinale Girolamo Bernerio, O.P.
- Arcivescovo Galeazzo Sanvitale
- Cardinale Ludovico Ludovisi
- Cardinale Luigi Caetani
- Cardinale Ulderico Carpegna

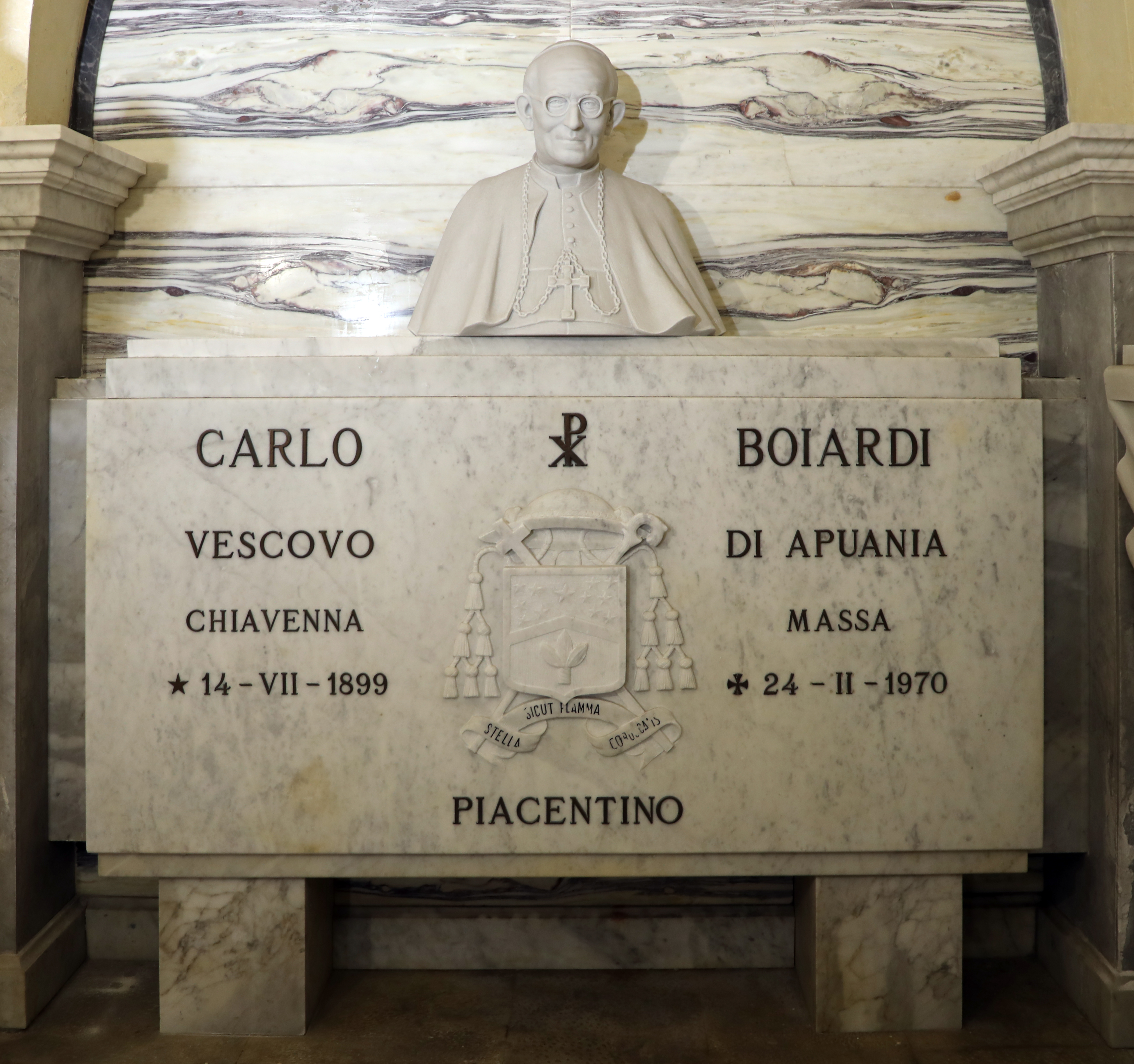
La tomba nel duomo di Massa

- Cardinale Paluzzo Paluzzi Altieri degli Albertoni
- Papa Benedetto XIII
- Papa Benedetto XIV
- Papa Clemente XIII
- Cardinale Marcantonio Colonna
- Cardinale Giacinto Sigismondo Gerdil, B.
- Cardinale Giulio Maria della Somaglia
- Cardinale Carlo Odescalchi, S.I.
- Cardinale Costantino Patrizi Naro
- Cardinale Lucido Maria Parocchi
- Papa Pio X
- Papa Benedetto XV
- Arcivescovo Ersilio Menzani
- Vescovo Carlo Boiardi